# Mike Rounds
Mike Rounds (født 24. oktober 1954) er en amerikansk politiker fra det Republikanske parti. Han var den 31. guvernør i delstaten South Dakota i perioden 2003 til 2011, hvor han blev afløst af partifællen Dennis Daugaard. 